# Boigneville
Boigneville là một xã ở tỉnh Essonne trong vùng Île-de-France nước Pháp
Theo điều tra dân số năm 1999, dân số xã này là 461 người. Ước tính dân số năm 2007 là 422.
Danh xưng cư dân địa phương Boigneville trong tiếng Pháp là Boignevillois.